# Orthotrichum scanicum
Espèce
Classification phylogénétique
Statut de conservation UICN

 LC  : Préoccupation mineure
Orthotrichum scanicum est une espèce de plantes du genre Orthotrichum de la famille des Orthotrichaceae (en).